# سوته‌کلا
سوته‌کلا ، روستایی است از توابع بخش مرکزی شهرستان آمل در استان مازندران ایران.

## جمعیت
این روستا در دهستان پایین‌خیابان لیتکوه قرار داشته و براساس آخرین سرشماری مرکز آمار ایران که در سال ۱۳۸۵ صورت گرفته، جمعیت آن ۷۴۹ نفر (۲۱۳ خانوار) بوده‌است.

## آستان مقدس امامزاده عباس سوته کلا
- | آیکون خرد | این یک مقالهٔ خرد شهرستان آمل است. می‌توانید با گسترش آن به ویکی‌پدیا کمک کنید. |

پس از ورود به روستا که بلحاظ نزدیکی به شهر و سرایت فرهنگ شهرنشینی این روزها از خانه‌های قدیمی خبری نیست بعد از طی نمودن عرض روستا در ضلع جنوب شرقی روستا قبل از رسیدن به روستای میانرود به بارگاه ملکوتی امامزاده عباس (ع) می‌رسیم که زیارتگاه ارادتمندان و شیفتگان می‌باشد.